# Nissa Rebela
Nissa rebela är en fransk identitär organisation och politiskt parti med bas i Nice som bland annat strävar efter autonomi i regionen. Ordförande är Phillippe Vardon. Organisationen brukar arrangera kulturella aktiviteter såsom folkdans och föreläsningar om Nices historia och mycket av arbetet riktar sig till ungdomar. Partiet betecknas ofta av politiska bedömare som högerextremt. 2010 års lokalval var en relativ framgång för partiet.